# Huisnes-sur-Mer
Huisnes-sur-Mer település Franciaországban, Manche megyében. Lakosainak száma 168 fő (2022. január 1.). Huisnes-sur-Mer Courtils, Servon, Tanis és Pontorson községekkel határos.

## Népesség
A település népességének változása:
| Lakosok száma | 274  | 187  | 163  | 168  | 198  | 189  | 185  | 170  | 169  | 168  |
|               | 1968 | 1982 | 1990 | 2006 | 2013 | 2015 | 2017 | 2019 | 2020 | 2022 |